# Son beau geste

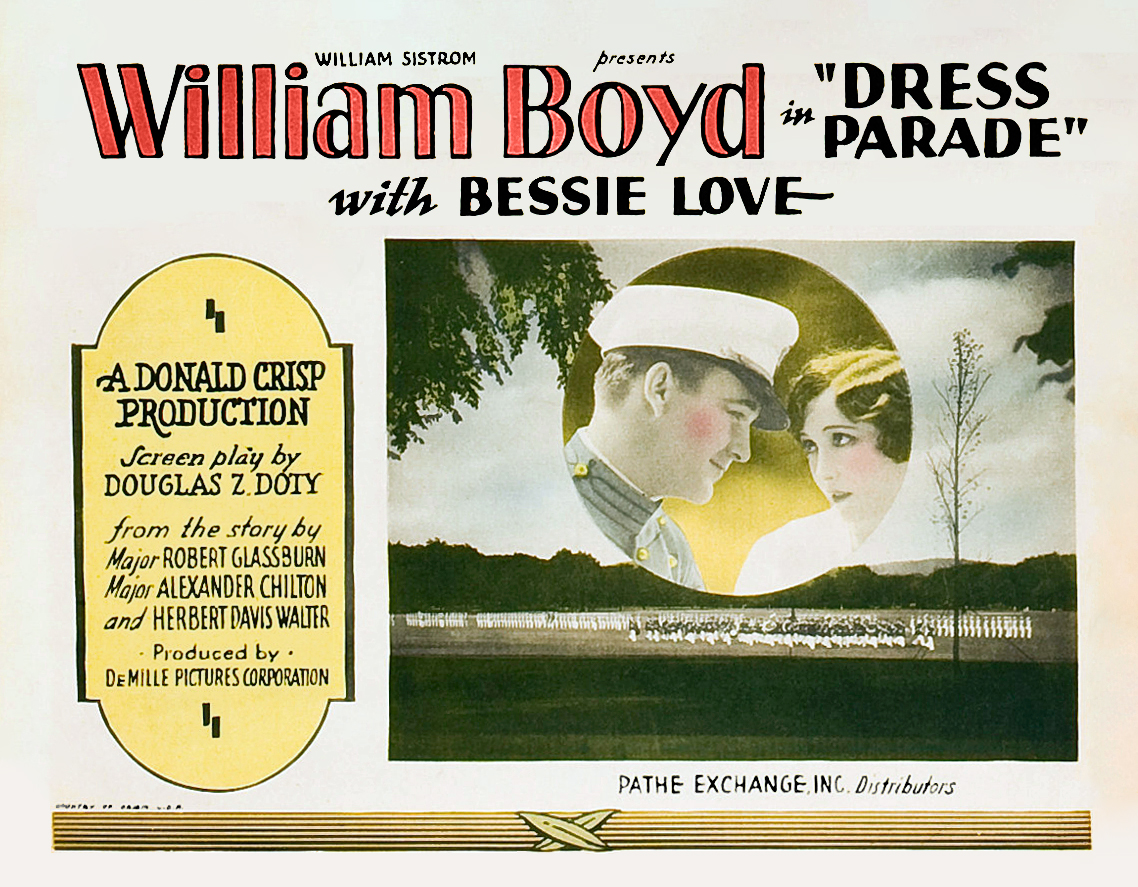
Carte promotionnelle du film.

Son beau geste (Dress Parade) est un film américain réalisé par Donald Crisp et sorti en 1927. Pour plus d'authenticité, de nombreuses scènes ont été tournées à l'Académie militaire de West Point.

## Synopsis
Vic Donovan, un civil champion de boxe amateur, visite West Point, et tombe amoureux de la belle Janet Cleghorne, fille du commandant. Il remporte avec succès une nomination à l'académie, où lui et Stuart Haldane, un autre cadet, se disputent l'affection de Janet. Leur concurrence s'intensifie, aboutissant presque au licenciement de Haldane, mais Donovan en prend la responsabilité et Janet tombe amoureuse de lui.

## Fiche technique
- Titre original : Dress Parade
- Réalisation : Donald Crisp
- Scénario : Douglas Z. Doty
- Producteur : William Sistrom
- Production : DeMille Pictures Corporation
- Photographie : Peverell Marley
- Montage : Barbara Hunter
- Genre : Romance[2]
- Distributeur : Pathé Exchange
- Durée : 7 bobines
- Date de sortie :
  - États-Unis : 11 novembre 1927

## Distribution
- William Boyd : Vic Donovan
- Bessie Love : Janet Cleghorne
- Hugh Allan : Stuart Haldane
- Walter Tennyson : Dusty Dawson
- Maurice Ryan : Mealy Snodgrass
- Louis Natheaux : Patsy Dugan
- Clarence Geldart